# Golden (Misisipi)
Golden es un pueblo del Condado de Tishomingo, Misisipi, Estados Unidos. Según el censo de 2000 tenía una población de 201 habitantes.

## Demografía
Según el censo de 2000, había 201 personas, 87 hogares y 52 familias residiendo en la localidad. La densidad de población era de 136,2 hab./km². Había 106 viviendas con una densidad media de 71,8 viviendas/km². El 91,04% de los habitantes eran blancos, el 1,00% afroamericanos, el 7,46% de otras razas y el 0,50% pertenecía a dos o más razas. El 9,95% de la población eran hispanos o latinos de cualquier raza.
Según el censo, de los 87 hogares en el 24,1% había menores de 18 años, el 51,7% pertenecía a parejas casadas, el 3,4% tenía a una mujer como cabeza de familia, y el 39,1% no eran familias. El 33,3% de los hogares estaba compuesto por un único individuo, y el 14,9% pertenecía a alguien mayor de 65 años viviendo solo. El tamaño promedio de los hogares era de 2,31 personas y el de las familias de 2,92.
La población estaba distribuida en un 17,9% de habitantes menores de 18 años, un 12,9% entre 18 y 24 años, un 30,3% de 25 a 44, un 17,4% de 45 a 64, y un 21,4% de 65 años o mayores. La media de edad era 38 años. Por cada 100 mujeres había 103,0 hombres. Por cada 100 mujeres de 18 años o más, había 108,9 hombres.
Los ingresos medios por hogar en la localidad eran de 20.208 dólares ($), y los ingresos medios por familia eran 33.333 $. Los hombres tenían unos ingresos medios de 26.250 $ frente a los 19.250 $ para las mujeres. La renta per cápita para la ciudad era de 13.047 $. El 19,0% de la población y el 19,4% de las familias estaban por debajo del umbral de pobreza. El 14,3% de los menores de 18 años y el 37,1% de los habitantes de 65 años o más vivían por debajo del umbral de pobreza.

## Geografía
Según la Oficina del Censo de los Estados Unidos, la localidad tiene un área total de 1,5 km², todos ellos correspondientes a tierra firme.